# Eduardo de Middleham
Eduardo de Middleham (meados de 1473, provavelmente em dezembro - 9 de abril de 1484) foi o Príncipe de Gales, Duque da Cornualha e Conde de Chester e Salisbury, sendo o único filho de Ricardo III de Inglaterra e Ana Neville. Ele morreu aos dez anos de idade em Middleham.

## Nascimento e títulos

Gravura representando a família real. Da esquerda para a direita: Ana Neville, Ricardo III e Príncipe Eduardo.

Eduardo teria nascido em dezembro de 1473 no castelo de Middleham, uma fortaleza perto de Iorque que se tornou a principal base de Ricardo e Ana no norte da Inglaterra. A data de 1473, no entanto, não é universalmente aceita; O professor Charles Ross escreveu que a data de 1473 "não tem autoridade. De fato, ele provavelmente não nasceu até 1476". O ato do Parlamento que resolveu a disputa entre Jorge, Duque de Clarence e Ricardo sobre a herança de Ana Beauchamp, como se a condessa de Warwick "estivesse naturalmente morta", era datada de maio de 1474. As dúvidas de Clarence sobre a validade do casamento de Ricardo e Ana foram tratadas por uma cláusula que protegia seus direitos no caso de se divorciarem (ou seja, de seu casamento ser declarado nulo e sem efeito pela Igreja) e depois se casarem legalmente entre si, e também protegeu os direitos de Ricardo enquanto esperava um segundo casamento tão válido com Ana. Não havia, no entanto, provisões para seus herdeiros no caso do referido divórcio, o que parece confirmar que Ricardo e Ana não tiveram filhos a partir de 1474. No entanto, essa provisão foi a provisão do rei no poder para os de sangue real, então teria sido discutível.
Eduardo era mantido principalmente em Middleham e era conhecido por ser uma criança doente.
Em 1478, Eduardo recebeu o título de Conde de Salisbury, anteriormente detido pelo chamado Jorge, Duque de Clarence. O título foi extinto em sua morte. Seu pai tornou-se rei da Inglaterra em 26 de Junho 1483, depondo o seu sobrinho Eduardo V. Eduardo não compareceu à coroação de seus pais, provavelmente devido a doença. Ele foi criado Príncipe de Gales e Conde de Chester em uma esplêndida cerimônia em Catedral de Iorque em 8 de setembro de 1483, após o progresso real de seus pais na Inglaterra.

## Morte
As razões de sua morte súbita são desconhecidas. O Croyland Chronicle diz:
"No entanto, pouco tempo depois, foi completamente visto como são vãos os pensamentos de um homem que deseja estabelecer seus interesses sem a ajuda de Deus. Pois, no mês seguinte de abril, em um dia não muito distante do aniversário do rei Eduardo, este único filho dele, em quem todas as esperanças da sucessão real, fortificada com tantos juramentos, foram apreendidas com uma doença de curta duração, e morreu no castelo de Middleham, no ano de nosso Senhor, 1484, sendo o primeiro do reinado do referido rei Ricardo. Ao ouvir a notícia disso, em Nottingham, onde eles estavam morando, você pode ter visto o pai e a mãe dele em um estado quase na beira da loucura, por causa de seu repentino pesar."
A morte repentina de Eduardo deixou Ricardo sem um filho e herdeiro legítimos. O historiador contemporâneo John Rous registrou que Ricardo declarou seu sobrinho Eduardo, conde de Warwick, seu herdeiro em seu lugar, mas não há outra evidência disso. Da mesma forma, John de la Pole, 1º conde de Lincoln também parecia ter sido designado como o novo herdeiro de Ricardo, mas nunca foi proclamado publicamente como tal.
Os inimigos de Ricardo estavam inclinados a acreditar que a morte súbita de Eduardo era uma retribuição divina pelo suposto envolvimento de Ricardo na usurpação e subsequente desaparecimento dos filhos de Eduardo IV, Eduardo V de Inglaterra e Ricardo, Duque de Iorque.

## Enterro

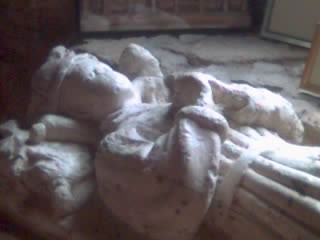
O cenotáfio da igreja do xerife Hutton acreditava-se por muito tempo representar Eduardo de Middleham, mas agora pensava ser um trabalho anterior.

A localização do enterro de Eduardo é desconhecida. Um cenotáfio de alabastro branco mutilado ("túmulo vazio") na igreja do xerife Hutton, com a efígie de uma criança, acreditava-se por muito tempo representar Eduardo de Middleham, mas agora é considerado um trabalho anterior que descreve um dos Família Neville.
Talvez seja mais provável que Eduardo, tendo morrido no castelo de Middleham, tenha sido enterrado na igreja paroquial de Santa Maria e Alkelda em Middleham, onde seu pai pretendia fundar uma faculdade. No entanto, faltam evidências para essa sugestão.

## Na ficção
Eduardo de Middleham apareceu em Sharon Penman 's The Sunne em Splendor e Sandra Worth ' s The Rose of York série. Na última série, está implícito que Eduardo foi envenenado a mando de Margarida Beaufort, como parte de seus esforços para garantir o trono para seu filho, o eventual Henrique VII.
Eduardo de Middleham é um personagem de Loyalty Binds Me, de Joan Szechtman, seu segundo livro sobre Ricardo III no século XXI.
Eduardo de Middleham também aparece em Philippa Gregory 's War Cousins' série, e na adaptação para a TV dos romances, A Rainha Branca.

## Títulos, estilos, honras e armas

### Títulos
- 15 de fevereiro de 1478 em diante: O conde de Salisbury
- 26 de junho de 1483 em diante: O duque da Cornualha
- 19 de julho de 1483 em diante: Lord Tenente da Irlanda
- 24 de agosto de 1483 em diante: O príncipe de Gales e o conde de Chester

### Braços
De 1483 a 1484, Eduardo usou os braços de seu pai, lesionado com um rótulo de três pontos argent.